# Nefalió
Nefalió (en grec antic Νηφαλίων) d'acord amb la mitologia grega, va ser un heroi grec, fill de Minos i de la nimfa Pària.
S'havia establert a Paros, amb els seus germans Eurimedont, Crises i Filolau, i amb els seus nebots, els dos fills d'Androgeu, Alceu i Estènel.
Quan Hèracles desembarcà a l'illa de Paros de camí cap al país de les amazones, a buscar el cinturó de la reina Hipòlita, Nefalió se li enfrontà juntament amb els seus germans i mataren dos dels seus companys. Indignat, Hèracles va matar els fills de Minos, i la resta d'habitants de l'illa van enviar-li una delegació per demanar-li que com a compensació, agafés dues persones d'aquell territori per substituir els dos morts. Hèracles ho va acceptar i agafà Alceu i Estènel. Després va continuar la seva ruta.